# جهاز إحساس
الجهاز العصبي الحسي  هو جزء من الجهاز العصبي المسؤول عن معالجة المعلومات الحسية الواردة. يتألف الجهاز العصبي الحسي من العصبونات الحسية (بما فيها الخلايا المستقبلة الحسية)، والسبل العصبية، وأجزاء من الدماغ التي تشمل الإدراك الحسي. الأجهزة الحسية التي يمكن تحديدها بشكل شائع هي البصر، والسمع، واللمس، والتذوق، والشم، والتوازن. باختصار، الحواس هي محولات للإشارة من العالم المادي إلى نطاق العقل الذي يترجم هذه المعلومات، الذي يشكل إدراكنا الحسي عن العالم من حولنا.
تحتاج العضوية للمعلومات لإيجاد حل لثلاثة أنواع من المشاكل على الأقل: (أ) المحافظة على بيئة ملائمة، مثلًا، الاستتباب، (ب) تحديد أزمنة النشاطات (مثلًا، التغيرات الفصلية في السلوك) أو مزامنة نشاطات المناوعين (أفراد النوع البيولوجي نفسه)، و (ج) تحديد مصادر عوامل الخطر والاستجابة لها (مثلًا، التحرك تجاه المصادر أو التهرب أو مهاجمة الخطر). تحتاج العضوية أيضًا لنقل المعلومات بغرض التأثير على سلوك الغير: لتمييز أنفسهم، إشعار أقرانهم من نفس النوع بوجود خطر، تنسيق النشاطات، أو التضليل.
المجال الاستقبالي هو منطقة من الجسم أو البيئة المحيطة التي يستجيب فيها عضو مستقبل أو خلايا مستقبلة. على سبيل المثال، الجزء من العالم الذي يمكن للعين رؤيته، هو مجال استقبالي؛ الضوء الذي يمكن للخلايا العصوية أو المخروطية رؤيته، هو مجال استقبالي. تُحدد المجالات الاستقبالية عن طريق الجهاز البصري، والجهاز السمعي والجهاز الحسي الجسدي.

## التنبيه
تتأثر الأجهزة الحسية بأربعة أنواع من المنبهات، النمط (نوعية الحس)، والشدة، والموقع، والمدة. يُستخدم وقت وصول صوت النبض واختلافات أطوار الصوت المستمر في تحديد مصدر الصوت. بعض المستقبلات حساسة لأنواع محددة من المنبهات (على سبيل المثال، تستجيب المستقبلات الميكانيكية المختلفة بشكل أفضل لعدة أنواع من المنبهات اللمسية، مثل الأدوات الحادة أو الكليلة). ترسل المستقبلات دفعات (كمونات عمل) بأنماط محددة لإرسال معلومات حول شدة المنبه (على سبيل المثال، درجة ارتفاع الصوت). يعطي موقع المستقبلات المنبهة معلومات للدماغ حول مصدر التنبيه (على سبيل المثال، تنبيه المستقبلات الميكانيكية في الإصبع سوف يرسل معلومات للدماغ عن الإصبع). تُنقل مدة التنبيه (مدة استمرارها) عبر تنبيه عدة أنماط من المستقبلات. تُنقل هذه الدفعات للدماغ عبر الأعصاب الواردة.

## الحواس والمستقبلات
ما يزال الجدال حول عدد الحواس بين أطباء الأمراض العصبية قائمًا لاختلاف التعاريف التي تعبر عن الحس، صنف غواتما بوذا وأرسطو خمسة أنواع «تقليدية» من الحواس البشرية التي أصبحت مقبولة عالميًا: اللمس، والتذوق، والشم، والبصر، والسمع. الحواس الأخرى التي قُبلت في معظم الثدييات، بما فيها البشر، تشمل حس الألم، حس التوازن، استقبال الحس العميق، والإحساس الحراري. إضافةً إلى ذلك، أظهرت بعض الحيوانات غير البشرية امتلاكها لحواس بديلة، تشمل الحس المغناطيسي والحس الكهربائي.

### المستقبلات
يبدأ الإحساس من استجابة مستقبل محدد لتنبيه فيزيائي. تتفاعل المستقبلات مع المنبه لتبدأ عملية الإحساس التي يمكن تمييزها بشكل شائع بأربعة تصنيفات واضحة: مستقبلات كيميائية، ومستقبلات ضوئية، ومستقبلات ميكانيكية، ومستقبلات حرارية. تستقبل كافة المستقبلات تنبيهًا فيزيائيًا ملحوظًا وتحول الإشارات إلى كمونات عمل كهربائية. تنتقل كمونات العمل هذه عبر الأعصاب الواردة إلى مناطق محددة من الدماغ حيث تُعالج وتُفسر.

### المستقبلات الكيميائية
تكتشف المستقبلات الكيميائية، أو المستشعرات الكيميائية، أنواعًا محددة من المنبهات وتحول تلك الإشارة لكمون عمل كهربائي. نوعي المستقبلات الكيميائية هي:
- المستقبلات الكيميائية البعيدة التي تعمل على استقبال المنبهات كالغازات في الجهاز الشمي من خلال المستقبلات العصبية الشمية وعصبونات العضو الميكعي الأنفي.
- المستقبلات الكيميائية المباشرة التي تكتشف منبهات كالسوائل الموجودة في البراعم الذوقية في الجهاز الذوقي بالإضافة للمستقبلات في الأجسام الأبهرية التي تكتشف تغيرات تركيز الأوكسجين.[9]

### المستقبلات الضوئية
المستقبلات الضوئية قادرة على التَحَاسّ الضوئي، عملية تحويل الضوء (موجة كهرومغناطيسية) إلى -من بين أنواع أخرى من الطاقة- جهد غشائي. أنواع المستقبلات الضوئية الثلاث هي: الخلايا المخروطية وهي مستقبلات ضوئية تستجيب بشكل خاص للألوان. يوجد عند البشر ثلاثة أنواع من المخاريط وفقًا للاستجابة الأولية لطول الموجة القصيرة (أزرق)، طول الموجة المتوسطة (أخضر)، وطول الموجة الطويلة (أصفر/أحمر). الخلايا العصوية وهي مستقبلات ضوئية حساسة بشكل كبير لشدة الضوء، تسمح بالرؤية في الضوء الخافت. ترتبط تراكيز ونسب الخلايا المخروطية والخلايا العصوية بشدة فيما إذا كان الحيوان نهاري أو ليلي. عدد الخلايا العصوية يفوق عدد الخلايا المخروطية عند البشر بما يقارب 20:1، بينما عند الحيوانات الليلية، مثل البومة السمراء، النسبة تقترب من 1000:1. تمكث الخلايا العصبية الشبكية في لب الغدة الكظرية والشبكية حيث تشارك في الاستجابة الودية. من بين حوالي 1.3 مليون من الخلايا العصبية الشبكية المتواجدة في الشبكية، يُعتقد أن 1-2% منها فقط هي خلايا عصبية حساسة للضوء. تلعب الخلايا العصبية الحساسة للضوء دورًا هامًا في الوعي البصري لبعض الحيوانات، ويُعتقد أنها تقوم بنفس الدور عند البشر.

### المستقبلات الميكانيكية
المستقبلات الميكانيكية هي مستقبلات حسية تستجيب للقوى الميكانيكية، مثل الضغط والتشوه. تتواجد المستقبلات الميكانيكية في الخلايا الشعيرية وتلعب دورًا أساسيًا في الأجهزة السمعية والدهليزية، لكن غالبية المستقبلات الميكانيكية جلدية وتُجمع في أربعة تصنيفات:
- مستقبلات بطيئة التكيف نمط 1، ذات مجال استقبالي صغير وتستجيب للمنبهات الاستاتيكية. تُستخدم هذه المستقبلات بشكل أساسي في استقبال حس الشكل والخشونة.
- مستقبلات بطيئة التكيف نمط 2 ذات مجال استقبالي كبير وتستجيب للشد. وبشكل مشابه للنمط 1، تُنتج استجابات متتابعة للمنبه المستمر.
- مستقبلات سريعة التكيف، ذات مجال استقبالي صغير وهي المسؤولة عن إدراك الانزلاق.
- مستقبلات باتشيني، ذات مجال استقبالي كبير وهي المستقبلات المهيمنة في استقبال الاهتزازات عالية التردد.

### المستقبلات الحرارية
المستقبلات الحرارية هي مستقبلات حسية تستجيب لاختلاف درجة الحرارة. ما تزال آلية عمل هذه المستقبلات غير واضحة، لكن الاكتشافات الأخيرة أظهرت أن الثدييات تمتلك على الأقل نوعين منفصلين من المستقبلات الحرارية:
- نهاية بصلة كراوس، أو الجسيمات البصلية، التي تكتشف درجة الحرارة الأعلى من درجة حرارة الجسم.
- عضو نهاية روفيني أو جسيمات روفيني، التي تكتشف درجة الحرارة الأقل من درجة حرارة الجسم.

### المستقبلات الألمية (مستقبلات الأذية)
تستجيب المستقبلات الألمية لتنبيه أي أذية محتملة بإرسالها إشارات للنخاع الشوكي والدماغ. هذه العملية، تدعى حس الألم، عادةً بسبب إدراك الألم. وُجدت في الأعضاء الداخلية، وعلى سطح الجسم أيضًا. تكتشف المستقبلات الألمية أنواع مختلفة من منبهات الأذية أو الأذية الحقيقية. تُعرف المستقبلات التي تستجيب للأذيات النسيجية فقط بالمستقبلات الألمية «النائمة» أو «الصامتة».
- تنشط المستقبلات الألمية الحرارية بالحرارة أو البرودة الضارة في مختلف درجات الحرارة.
- تستجيب المستقبلات الألمية الميكانيكية للضغط الزائد أو التشوه الميكانيكي.
- تستجيب المستقبلات الألمية الكيميائية لأنواع واسعة من الكيميائيات، بعضها يشكل علامات أذية نسيجية. بالإضافة أنه بإمكانها اكتشاف بعض البهارات في الطعام.

## القشرة الحسية
تُحول كافة المنبهات المستقبلة من قبل المستقبلات التي ذُكرت سابقًا إلى كمونات عمل، التي تُنقل عبر واحد أو أكثر من الأعصاب الواردة إلى باحة محددة من الدماغ. بينما يُستخدم مصطلح القشرة الحسية بشكل غير رسمي للإشارة للقشرة الحسية الجسدية، يشير المصطلح بشكل أدق للباحات المتعددة من الدماغ التي تستقبل الإحساسات وتعالجها. بالنسبة للحواس الخمس التقليدية عند البشر، يتضمن ذلك القشرة الأولية والثانوية للحواس المختلفة: القشرة الحسية الجسدية، والقشرة البصرية، والقشرة السمعية، والقشرة الشمية الأولية، والقشرة الذوقية. تمتلك الأنواع الأخرى باحات قشرية حسية أيضًا، بما فيها القشرة الدهليزية المسؤولة عن حس التوازن.

### القشرة الحسية الجسدية
تقع في الفص الجداري، القشرة الحسية الجسدية الأولية هي الباحة المستقبلة الأولية لحس اللمس والحس العميق في الجهاز الحسي الجسدي. تُقسم هذه القشرة إلى باحات برودمان 1 و2 و3. تعتبر باحة برودمان 3 مركز المعالجة الأولي للقشرة الحسية الجسدية عبر استقبالها مدخلات أكثر من المهاد، تمتلك أعصاب عالية الاستجابة للمنبهات الحسية الجسدية، ويمكنها استثارة الإحساسات الجسدية من خلال المنبهات الكهربائية. تستقبل الباحات 1 و2 معظم مدخلاتها من الباحة 3. هنالك أيضًا سبل للحس العميق (عبر المخيخ)، والتحكم الحركي (عبر باحة برودمان 4). انظر أيضًا: S2 القشرة الحسية الجسدية الثانوية.

### القشرة البصرية
تشير القشرة البصرية للقشرة البصرية الأولية، المسماة V1 أو باحة برودمان 17، بالإضافة للباحات القشرية البصرية خارج الجسم المخطط V2-V5. تقع في الفص القفوي، تعمل V1 كمحطة تأخير أولية للمدخلات البصرية، إذ تحول المعلومات إلى سبيلين أوليين يدعيان المجرى الظهري والمجرى البطني. يتضمن المجرى الظهري الباحات V2 وV5، ويُستخدم في التفسير البصري «أين» و«كيف». يتضمن المجرى البطني الباحات V2 وV4، ويُستخدم في تفسير «ماذا». يُلاحظ ازدياد في نشاط سلبي المهمة في شبكة الانتباه البطني بعد التغيرات المفاجئة في التنبيه الحسي، في بداية كُتل المهمة ونهايتها وفي نهاية التجربة المكتملة.

### القشرة السمعية
تقع في الفص الصدغي، القشرة السمعية هي الباحة المستقبلة الأولية للمعلومات السمعية. تتألف القشرة السمعية من باحات برودمان 41 و42، والتي تُعرف أيضًا باسم الباحة الأمامية المستعرضة الصدغية 41 والباحة الخلفية المستعرضة الصدغية 42، على التوالي. تعمل كلتا الباحتين بشكل مشابه إذ تقومان باستقبال ومعالجة الإشارات المحولة من المستقبلات السمعية.

### القشرة الشمية الأولية
تقع في الفص الصدغي، الباحة الشمية الأولية هي الباحة المستقبلة الأولية للشم، أو الرائحة. يُعتبر التنفيذ في الآليات المحيطية والمركزية للفعل مميزًا للأجهزة الشمية والذوقية، على الأقل عند الثدييات. تشمل الآليات المحيطية الأعصاب الشمية المستقبلة التي تحول الإشارات الكيميائية الواردة عبر العصب الشمي، الذي ينتهي في البصلة الشمية. المستقبلات الكيميائية في الأعصاب المستقبلة التي تبدأ بتحويل الإشارات هي المستقبلات المقترنة بالبروتين جي. تشمل الآليات المركزية التقاء محاوير العصب الشمي في كبيبة البصلة الشمية، حيث تُحول الإشارة إلى النواة الشمية الأمامية، والقشرة الكمثرية، واللوزة الدماغية المتوسطة، والقشرة الشمية الداخلية، كل ما يشكل القشرة الشمية الأولية.
على النقيض من البصر والسمع، البصلات الشمية ليست متصالبة بين نصفي الكرة؛ البصلة اليمنى تتصل بنصف الكرة الأيمن والبصلة اليسرى تتصل بنصف الكرة الأيسر.

### القشرة الذوقية
القشرة الذوقية هي الباحة المستقبلة الأولية للذوق. تُستخدم كلمة الذوق بمعنى تقني لتشير بشكل خاص للإحساسات الواردة من البراعم الذوقية في اللسان. تتضمن الطعوم الخمس للذوق التي يميزها اللسان الحموضة، والمرارة، والحلاوة، والملوحة، وطعم البروتين، الذي يدعى أومامي. وعلى النقيض، يشير مصطلح النكهة للتجربة الناجمة عن التذوق والرائحة والمعلومات اللمسية. تتألف القشرة الذوقية من بنيتين أوليتين: الباحة الجزيرية، التي تقع في الفص الجزيري، والوصاد الجبهي، الذي يقع في الفص الجبهي. وبشكل مشابه للقشرة الشمية، تعمل السبل الذوقية من خلال الآليات المحيطية والمركزية. المستقبلات الذوقية المحيطية، التي تقع في اللسان، والحنك الرخو، والبلعوم، والمريء، تنقل الإشارات المستقبلة إلى المحاوير الحسية الأولية، حيث تُرسل الإشارات إلى نواة السبيل المنفرد في النخاع المستطيل، أو النواة الذوقية لعقدة السبيل المنفرد. ثم تُنقل الإشارات بعدها للمهاد، الذي يحول الإشارات بدوره إلى عدة مناطق من القشرة الجديدة، بما فيها القشرة الذوقية.
تتأثر المعالجة العصبية للذوق بكل مرحلة تقريبًا من معالجة المعلومات الحسية الجسدية المتتالية من اللسان، وذلك يكون، الشعور بالفم. أما الرائحة، على النقيض، لا ترتبط مع الذوق لتشكيل النكهة حتى مناطق المعالجة القشرية العليا، مثل الجزيرة والقشرة الحجاجية الأمامية.